# Profesionalen Futbolen Klub Botev Plovdiv 2016-2017
Questa voce raccoglie le informazioni riguardanti il Profesionalen Futbolen Klub Botev Plovdiv nelle competizioni ufficiali della stagione 2016-2017.

## Rosa
Fonte:
| N. |                           | Ruolo | Calciatore         |
| -- | ------------------------- | ----- | ------------------ |
|    | Bulgaria (bandiera)       | P     | Ivan Čvorović      |
|    | Bulgaria (bandiera)       | P     | Martin Dimitrov    |
|    | Bulgaria (bandiera)       | P     | Georgi Georgiev    |
|    | Polonia (bandiera)        | P     | Daniel Kajzer      |
|    | Bulgaria (bandiera)       | P     | Simeon Simeonov    |
|    | Bulgaria (bandiera)       | D     | Zdravko Dermenov   |
|    | Bulgaria (bandiera)       | D     | Kristijan Dimitrov |
|    | Bulgaria (bandiera)       | D     | Plamen Dimov       |
|    | Bulgaria (bandiera)       | D     | Viktor Genev       |
|    | Bulgaria (bandiera)       | D     | Georgi Kupenov     |
|    | Bulgaria (bandiera)       | D     | Lazar Marin        |
|    | Bulgaria (bandiera)       | D     | Jordan Minev       |
|    | Costa d'Avorio (bandiera) | D     | Yaya Meledje       |
|    | Bulgaria (bandiera)       | D     | Cvetomir Panov     |
|    | Bulgaria (bandiera)       | D     | Atanas Pašaliev    |
|    | Bulgaria (bandiera)       | D     | Kostadin Stojanov  |
|    | Bulgaria (bandiera)       | D     | Krum Stojanov      |
|    | Bulgaria (bandiera)       | D     | Atanas Tašolov     |

| N. |                     | Ruolo | Calciatore         |
| -- | ------------------- | ----- | ------------------ |
|    | Bulgaria (bandiera) | D     | Radoslav Terziev   |
|    | Brasile (bandiera)  | C     | Álvaro             |
|    | Bulgaria (bandiera) | C     | Radoslav Apostolov |
|    | Bulgaria (bandiera) | C     | Lăčezar Baltanov   |
|    | Bulgaria (bandiera) | C     | Petar Čalakov      |
|    | Brasile (bandiera)  | C     | Felipe Brisola     |
|    | Bulgaria (bandiera) | C     | Milko Georgiev     |
|    | Bulgaria (bandiera) | C     | Emil Kamberov      |
|    | Bulgaria (bandiera) | C     | Ivan Kirev         |
|    | Bulgaria (bandiera) | C     | Todor Nedelev      |
|    | Bulgaria (bandiera) | C     | Toni Tasev         |
|    | Bulgaria (bandiera) | C     | Serkan Jusein      |
|    | Bulgaria (bandiera) | A     | Kristijan Dobrev   |
|    | Brasile (bandiera)  | A     | Fernando Viana     |
|    | Benin (bandiera)    | A     | Omar Kossoko       |
|    | Bulgaria (bandiera) | A     | Ismet Ramadan      |
|    | Bulgaria (bandiera) | A     | Boris Tjutjukov    |